# I Am Gay and Muslim
I Am Gay and Muslim es un documental en inglés de 2012 dirigido por Chris Belloni. Filmado en Marruecos, sigue a cinco hombres musulmanes homosexuales mientras exploran su identidad religiosa y sexual. La película se ha proyectado en más de una docena de países.
La cinematografía estuvo a cargo de Bram Belloni, el hermano del director.

## Prohibición de Kirguistán
El 28 de septiembre de 2012 se programó la proyección del documental en el sexto festival anual de cine Bir Duino ("One World") en Kirguistán. Inmediatamente antes de su proyección, el Comité Estatal de Asuntos Religiosos solicitó a la Fiscalía General que prohibiera la película. Presentó una demanda en el tribunal de distrito de Prevomaiskii, que prohibió la proyección debido a la probabilidad de "incitar a la intolerancia religiosa".